# زومبي يو
زومبي يو (بالإنجليزية: ZombiU)‏ (معروفة بZombi على منصات الأخرى غير الوي يو)هي لعبة فيديو من نوع رعب البقاء، صدرت في 2012 حصرياً على منصة وي يو عند إطلاقها في كل المناطق. واللعبة من تطوير يوبي سوفت مونبلييه ونشر يوبي سوفت.

## القصة
تدور أحدث قصة اللعبة في منتصف عام 2012 بمدينة لندن البريطانية حيث يجتاح وباء فتاك مدينة لندن للمرة الثانية في تاريخها، ما تسبب في انتهاء عصر التقدم والإنسانية حيث يتحول معظم سكان المدينة إلي زومبي يحاولون أكل لحم أي إنسان علي قيد الحياة، وهنا يأتي دور البطل عندما تدق ساعة بيج بن لبدأ المهمة الانتحارية حيث سيكون علي البطل الهروب من هذه المدينة عبر الشوارع المليئة بالزومبي والأنفاق الخطيرة.

## وصلات خارجية
- زومبي يو على موقع IMDb (الإنجليزية)

- الموقع الرسمي